# Phượng Lệ Cửu Thiên
Phượng Lệ Cửu Thiên (tiếng Trung: 凤唳九天, bính âm: Fèng Lì Jiǔ Tiān, tiếng Anh: Renascence) là bộ phim chiếu mạng Trung Quốc phát sóng năm 2020 được sản xuất bởi iQiyi và Hoa Hoa Truyền thông, đóng chính bởi Lý Mặc Chi và Trần Triết Viễn..

## Tóm tắt
Hoàng hậu của Đại Sở - Diêu Mạc Tâm bị triều thần hãm hại. Sau một trận mưa to gió lớn, linh hồn của nàng nhập vào trong cơ thể của muội muội Diêu Mạc Uyển, nhưng lúc này Diêu Mạc Uyển đang bị kẻ thù truy sát. Trong lúc bị đuổi giết đã rơi xuống vực, mất đi trí nhớ. Diêu Mạc Uyển cùng Túc thân vương của Đại Sở - Dạ Quân Thanh, tình cờ gặp gỡ và phải lòng nhau. Diêu Mạc Uyển sau đó biết được sự thật chính mình là Diêu Mạc Tâm, cũng biết được bản thân trước đây bị kẻ thù ám hại. Vì trả thù, Diêu Mạc Tâm nhờ vào thân thể của muội muội Diêu Mạc Uyển, lần nữa tiến vào hoàng cung. Lúc mới vào cung, Diêu Mạc Uyển ở bên cạnh các phi tần khác biết được kẻ thù đã sát hại tỷ tỷ Mạc Tâm của mình, đồng thời cũng biết được bản chất thật sự của Hoàng đế - Dạ Hồng Dịch và quyết tâm đoạt lại giang sơn cho Dạ Quân Thanh. Trải qua muôn vàn trắc trở, Diêu Mạc Uyển cũng báo được huyết hải thâm thù và trả lại giang sơn cho người mình yêu.

## Diễn viên

### Diễn viên chính
| Diễn viên       | Nhân vật      | Giới thiệu |
| --------------- | ------------- | --- |
| Lý Mặc Chi      | Diêu Mặc Uyển | Tam tiểu thư Diêu phủ, Uyển phi, Hoàng quý phi Tam tiểu thư của Diêu phủ, có chút ngốc nghếch dễ bị người khác bắt nạt, nhưng sau khi Diêu Mạc Tâm sống lại bên trong thân xác của Diêu Mạc Uyển, nàng mất trí nhớ và vô tình gặp được Dạ Quân Thanh, hai người cùng đối phương từ quen biết cho đến yêu nhau. |
| Trần Triết Viễn | Dạ Quân Thanh | Túc thân vương Chiến thần bất khả chiến bại của Đại Sở, một Vương gia anh tuấn si tình, kiếp trước vì yêu Diêu Mạc Tâm, hắn chủ động buông bỏ ngôi vị hoàng đế, nhường lại cho phu quân của nàng. |

### Diễn viên phụ
| Diễn viên           | Nhân vật       | Giới thiệu |
| ------------------- | -------------- | --- |
| Trương Tuấn Ninh    | Dạ Hồng Dịch   | Hoàng đế Đại Sở Phu quân của Diêu Mạc Tâm, cũng là hoàng đế của Đại Sở, huynh trưởng của Dạ Quân Thanh, cả đời đau khổ, luôn muốn nắm được toàn bộ ván cờ, cho đến cuối cùng lại phải thua trắng tay, đường quay lại cũng không còn. Một người đa nghi tùy hứng, đối nhân xử thế không muốn cho bất kỳ ai một con đường sống. |
| Trình Nghiên Thu    | Diêu Mạc Tâm   | Nhị tiểu thư Diêu phủ, Hoàng hậu Đại Sở Ban đầu nàng vì hiểu lầm Dạ Hồng Dịch chính là người cứu mình, nên đã đem lòng ái mộ, chung thủy với hắn, nhưng sự thật người cứu nàng đêm ấy chính là Dạ Quân Thanh. Sau đó, nàng bị kẻ gian trong triều hãm hại, trải qua một trận mưa giông, linh hồn nàng nhập vào thân xác của muội muội mình là Diêu Mạc Uyển, nàng đã dùng chính thân xác của Diêu Mạc Uyển từng bước trả thù cho chính bản thân mình. |
| Yến Tử Đông         | Hàn Cẩm Y      | Thành chủ Vạn Hoàng Thành, Tặc vương Hắn là thành chủ Vạn Hoàng Thành, có vô số vàng bạc châu báu, văn thao vũ lược mọi thứ tinh thông, tuyệt thế võ công không ai có thể bì kịp, tao nhã khí chất phi phàm, hắn chính là bằng hữu tốt của Dạ Quân Thanh và Diêu Mạc Uyển, cũng là một người cực kỳ quan trọng đối với nàng. |
| Trương Tuyền        | Diêu Tố Loan   | Đại tiểu thư Diêu phủ, Lệ phi, Lệ quý phi Nhi nữ của Diêu phu nhân, là đại tỷ của Diêu Mạc Tâm cùng Diêu Mạc Uyển, nàng thầm thích Dạ Hồng Dịch, một lòng muốn gả cho hắn, đem hết toàn lực của chính bản thân mình giúp hắn làm mọi việc. |
| Trương Thần Quang   | Đậu Sĩ Minh    | Cửu phụ của Diêu Tố Loan, huynh trưởng của Đậu Hương Lan, hắn muốn nâng đỡ Diêu Tố Loan để nàng có thể một bước lên làm hoàng hậu, thực hiện dã tâm của chính bản thân mình. |
| Hứa Dong Chân       | Đậu Hương Lan  | Đại phu nhân của Diêu phủ, mẫu thân của Diêu Tố Loan. |
| Trương Diễm Diễm    | Mạc Ly         | Nhị phu nhân của Diêu phủ, mẫu thân của Diêu Mạc Tâm cùng Diêu Mạc Uyển, nàng bị Đậu Hương Lan hại chết. |
| Văn Lực             | Bôn Lôi        | Trợ thủ đắc lực bên cạnh Dạ Quân Thanh. |
| Tông Phong Nham     | Lạc Tân        | Tướng quân, phụ thân của Dạ Hồng Dịch. |
| Dương Tân Minh      | Diêu Chấn Đình | Phụ thân của Diêu Tố Loan, Diêu Mạc Tâm cùng Diêu Mạc Uyển. |
| Tiết Diệc Luân      | An Bính Sơn    | Thái giám bên cạnh Dạ Hồng Dịch. |
| Vương Kính Tùng     | Hàm Dục        | |
| Đế Na               | Đoàn Đình Đình | Trường Phong công chúa Nam Dụ. Được Dạ Quân Thanh cứu, đem lòng yêu chàng. |
| Vương Quý Minh Châu | Hoàn Thái Nhi  | Thần phi |
| Lưu Viên Viên       | Hàm Nguyệt     | Đại công chúa Nam Dụ Quốc, tỉ muội tốt của Diêu Mạc Tâm và Diêu Mạc Uyển. |

## Nhạc phim
| STT | Nhan đề                        | Phổ lời    | Phổ nhạc      | Ca sĩ                       | Thời lượng |
| --- | ------------------------------ | ---------- | ------------- | --------------------------- | ---------- |
| 1.  | "Xuân Tri (春知)"              | Lưu Sướng  | Đàm Toàn      | Lưu Mỹ Lân                  | 4:20       |
| 2.  | "Diệp Khuynh Quân (叶倾君)"    | Lưu Sướng  | Lý Hương Hinh | Kim Nhuận Cát               | 3:44       |
| 3.  | "Một Lời Hứa (一诺)"           | Đoàn Tư Tư | Đàm Toàn      | Yến Tử Đông                 | 4:35       |
| 4.  | "Niết Bàn (涅槃)"              | Lưu Sướng  | Đan Dụ Long   | Lý Mặc Chi, Trần Triết Viễn | 4:30       |
| 5.  | "Sao Sáng Đầy Trời (星辰满天)" | ---        | ---           | Trương Tuyền                | 4:53       |